# Bomben auf Monte Carlo
Bomben auf Monte Carlo è un film del 1931 diretto da Hanns Schwarz.

## Trama
Craddock, capitano di una nave che batte bandiera del Pontenero, aspetta da lungo tempo con il suo equipaggio di essere pagato dallo stato insolvente. Così, Craddock si rifiuta di prendere a bordo la regina Yola. Decide, invece, di dirigere la nave verso Montecarlo, dove vuole confrontarsi con il console del Pontenero. Al casinò, il capitano - senza sapere che quella è la regina - incontra Yola che, viaggiando in incognito, è riuscita comunque a raggiungere anche lei Montecarlo.
Dopo aver perso un'enorme somma ai tavoli del casinò, Craddock minaccia di bombardare il palazzo per recuperare il denaro.

## Produzione
Il film fu prodotto dall'Universum Film (UFA). Venne girato in Francia, a Nizza dal 27 aprile al giugno 1931.

## Distribuzione
Distribuito dall'Universum Film (UFA), il film fu presentato in prima in Germania a Berlino il 31 agosto 1931 all'Ufa-Palast am Zoo.